# Savska banovina
Savska banovina je bila banovina Kraljevine Jugoslavije od 1929. do 1939. godine. Banovina se nalazila na području današnje Hrvatske (najvećim dijelom Slavonije) i dobila je ime po rijeci Savi. Administrativno područje Savske banovine je bio Zagreb.
Stvaranje banovina - pa tako i Savske - 3. listopada 1929. godine bio je izraz volje beogradskog dvora nakon uvođenja Šestosiječanjske diktature, te je bio praćen zabranom svih "plemenskih" (tj. hrvatskih: nije se priznavalo da su Hrvati zaseban narod, nego su zajedno sa Slovencima bili promatrani kao "pleme") udruženja. Međutim su granice Savske banovine obuhvaćale glavni dio povijesnog područja Trojedne Kraljevine Hrvatske, Slavonije i Dalmacije, što je omogućilo stanovitu obnovu hrvatskih ustanova i normalnih društvenih tijekova.
Nakon prestanka diktature, kontrolu nad Savskom banovinom ipak preuzima HSS, te ona postaje osloncem borbe za hrvatska prava. 1935. godine su vlasti Savske banovine, tako, uspjele isposlovati zabranu daljnjeg rada četničkih udruženja na svojem području. Zabranu tog izrazito prorežimskog udruženja, koje je provodilo politički teror protiv protivnika režima i koje je uživalo potpunu potporu jugoslavenske vojske i snaga sigurnosti, učinilo je provodivom okupljanje Hrvata oko HSS-a i njegove "Seljačke zaštite". Nakon što su četnici 9. travnja 1936. godine u Trnovcu kod Gospića ubili HSS-ovog zastupnika Luku Brkljačića, oko 2.000 seljaka sa samoborskog područja je prekinulo okupljanje četnika u Kerestincu, te su ubili šestoricu četnika i jednoga teško ranili.
Slijedom Sporazuma Cvetković-Maček, Savska banovina je 1939. godine zajedno s Primorskom banovinom i manjim dijelovima susjednih banovina pripojena Banovini Hrvatskoj.
1941. godine, u Drugom svjetskom ratu, Sile osovine su okupirale područje koje je do 1939. godine bilo u sastavu Savske banovine. Manji dijelovi su pripojeni fašističkoj Italiji i Mađarskoj, dok je ostatak pripao Nezavisnoj Državi Hrvatskoj. Poslije završetka Drugog svjetskog rata, područje je pripalo Republici Hrvatskoj u okviru Socijalističke Federativne Republike Jugoslavije.

## Prijevozna politika
Između 1918. i 1938. na području Savske banovine je izgrađeno 84,9 km banovinskih i 30 km općinskih cesta, što je porast od 0,36 % – održavanje cesta je također vrlo ograničeno, a prijevoz se po njima povećao, i otežao uvođenjem teškoga prijevoznoga strojevlja – istaknula je Trgovačka komora u Zagrebu početkom 1939. godine.

## Banovi
- Josip Šilović (1929. – 1931.)
- Ivo Perović (1931. – 1934.)
- Marko Kostrenčić (1934. – 1936.)
- Viktor Ružić (1936. – 1938.)